# Spruille Braden

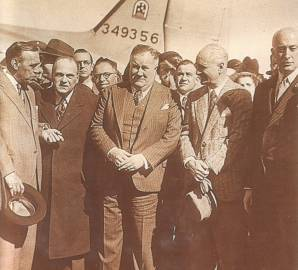
Spruille Braden bei seiner Rückkehr aus Buenos Aires in Washington 1945

Spruille Braden (* 13. März 1894 in Elkhorn, Montana; † 10. Januar 1978 in Los Angeles, Kalifornien) war ein Botschafter der Vereinigten Staaten, Unternehmer, Lobbyist und Mitglied des Council on Foreign Relations.

## Leben
Die Eltern von Spruille Braden waren Mary Kimball und William Braden, ein Bergbauingenieur, der am 20. April 1905 mit Barton Sewell die Abbaukonzession für die Kupfermine El Teniente in Sewell, 160 km südöstlich von Santiago de Chile erworben hatte, wo er erstmals in Chile das Zonenschmelzverfahren im industriellen Maßstab anwenden ließ. Die Braden Copper Company  wurde 1908 für 23 Millionen USD an die Kennecott Utah Copper verkauft, ein Tochterunternehmen der Guggenheim Exploration Company. Später wurde die Tochtergesellschaft an die Anaconda Copper weiter veräußert, bis 1967 der chilenische Staat 51 % der Anteile erwarb.
Spruille Braden wog mehr als 100 Kilogramm und spielte auf dem College Wasserball. Im Team  der Yale University war er 1914 All-American Goalie (landesweit bester Torwerfer).
Spruille Braden heiratete am 5. September 1915 Maria Humeres del Solar, († Mai 1962), Tochter eines chilenischen Arztes, und hatte mit ihr fünf Kinder.
Von 1912 bis 1919 widmete sich Braden der Kupferförderung in Sewell. Braden gründete mit chilenischen Teilhabern ein Ingenieurbüro, das für Westinghouse Electric den Auftrag zur Elektrifizierung der chilenischen Empresa de los Ferrocarriles del Estado (Staatseisenbahn) errang. 1926 zog er nach Riverdale in der Bronx und betätigte sich auf dem Grundstücksmarkt und im Erdölgeschäft. Er spendete für die erste Präsidentschaftskandidatur von Franklin D. Roosevelt und wurde Staatssekretär im Außenministerium der Vereinigten Staaten. Als Vermögen in Lateinamerika wies er 70 USD bei einer chilenischen Bank aus. 1933 war Braden mit Alexander W. Wendell, J. Butler Wright und J. Reuben Clark Teilnehmer an der Seventh International Conference of American States (Good Neighbor Policy) in Montevideo, Uruguay von Cordell Hull. 1935 vertrat Braden die Vereinigten Staaten von Amerika und die Standard Oil Company bei den Friedensverhandlungen zum Chacokrieg zwischen Bolivien und Paraguay, bei dem Paraguay Ölkonzessionen an die British Petroleum vergeben hatte.

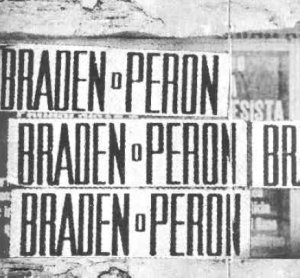
Wahlplakat der Peronisten mit dem Slogan Braden oder Perón

Zur Wahl am 24. Februar 1946 trat José Pascual Tamborini gegen Juan Perón an. Die Parteinahme Bradens für Tamborini mit dem Blue Book on Argentina wirkte für diesen kontraproduktiv. Die Öffentlichkeitsarbeit von Perón gab den Slogan Braden o Perón aus. Spruille Braden wurde als Botschafter in Buenos Aires durch George S. Messersmith abgelöst, der Perón gegenüber freundlich eingestellt war.

## Operation PBSUCCESS
Spruille Braden war ein erklärter Gegner gewerkschaftlicher Organisation.
1947 wurde Braden in den Ruhestand versetzt. Ab 1948 machte er Öffentlichkeitsarbeit für die United Fruit Company und trug wesentlich zur Operation PBSUCCESS bei.

„Diplomatische Finesse und Geduld sind unter den Regeln des Marquis von Queensberry angebracht. In einer Wirtshausschlägerei, wie sie mit dem Kreml geführt wird, können sie zur Niederlage führen. Häufig ist es notwendig, Feuer mit Feuer zu bekämpfen. Niemandem widerstrebt es mehr als mir, sich in die inneren Angelegenheiten anderer Völker einzumischen. Aber ... wir sind gezwungen, einzugreifen. . . . Da der Kommunismus offenkundig eine internationale und keine interne Angelegenheit ist, möchte ich unterstreichen, dass seine Unterdrückung durch eine oder mehrere andere Republiken in einem amerikanischen Land auch mit Gewalt keinen Eingriff in die inneren Angelegenheiten darstellen würde ...“

1964 heiratete Spruille Braden Verbena Williams Hebbard († Juni 1977).
Am 1. Mai 1967 verlieh Anastasio Somoza Debayle, als erste Amtshandlung nach seiner Wiederwahl zum Präsidenten von Nicaragua, das Gran Cruz des Orden de Rubén Dario und würdigte Braden für seine ruhelosen Anstrengungen für die Sache der Freiheit in ganz Lateinamerika.
Spruille Braden beteiligte sich an der WA Harriman & Company von W. Averell Harriman und wurde Direktor des Versicherungsunternehmens W. Averell Harriman Securities Corporation.
Von 1967 bis 1973 war Braden Vorsitzender des 1891 von J. P. Morgan gegründeten Metropolitan Club in New York City.
1974 bildete Spruille Barden mit William F. Buckley, Jr. das American-Chilean Council, das den Putsch in Chile 1973 mit der Schrift Key Targets of Soviet Diplomacy: Chile and Peru orchestrierte.
Braden starb an Herzschwäche im Good Samaritan Hospital in Los Angeles, nachdem seine Lobbyarbeit gegen die Torrijos-Carter-Verträge gescheitert war.